# 湖东镇 (陆丰市)
湖东镇，是中华人民共和国广东省汕尾市陆丰市下辖的一个乡镇级行政单位。

## 行政区划
湖东镇下辖以下地区：
宁湖社区、宁港社区、宁海社区、宁光社区、霞埔村、南田村、新洲村、横山村、深田湖村、湖南村、樟田村、琼林村、竹新村、竹林村、竹湖村、后陂坑村、曲清村、华美村、定壮村、长湖村、后林村和长溪村。